# Площадь Старого Театра
Площадь Ста́рого Теа́тра — площадь на Каменном острове в Петроградском районе Санкт-Петербурга. Находится на пересечении набережной реки Крестовки, Полевой аллеи, Театральной аллеи и набережной реки Средней Невки.

## История
В 1909 году присвоено название Театральная площадь, по находящемуся здесь летнему театру.
Современное название площадь Старого Театра возникло в 1920-е годы, объясняется тем, что в начале XX века театр стали называть старым театром, так как прекратилось его использование по назначению.

## Достопримечательности
- Парк «Тихий отдых»

 Объект культурного наследия народов РФ регионального значения. Рег. № 781720972150005 (ЕГРОКН). Объект № 7801077001 (БД Викигида)
- Каменноостровский театр

 Объект культурного наследия народов РФ федерального значения. Рег. № 781610416420006 (ЕГРОКН). Объект № 7810375000 (БД Викигида)

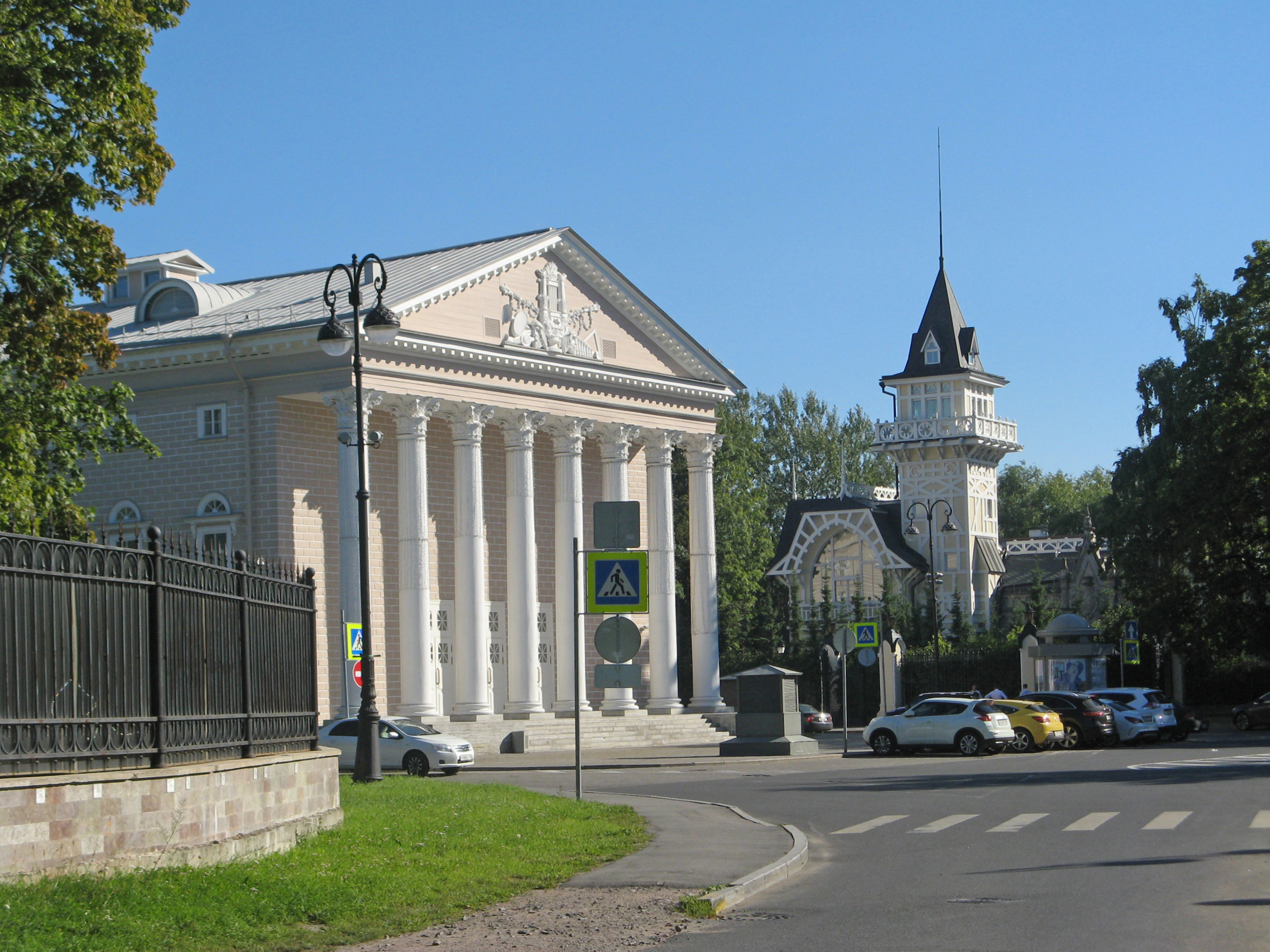
Современный вид площади

- Усадьба М. Э. Клейнмихель (дом 12)

 Объект культурного наследия народов РФ регионального значения. Рег. № 781721206170005 (ЕГРОКН). Объект № 7802225000 (БД Викигида)